# مانويل كاينز
مانويل كاينز (بالألمانية: Manuel Kainz)، (مواليد 03 مارس 2002) هو لاعب كرة قدم ألماني يلعب كحارس مرمى لنادي بايرن ميونخ الثاني.